# Washington Heights
|  | Per a altres significats, vegeu «Washington Heights (Nova York)». |

Washington Heights, sovint escurçat en «The Heights», és un barri del nord de l'illa i districte de Manhattan a New York.
El seu nom prové de Fort Washington, una fortificació mantinguda per les tropes americanes durant la Guerra d'independència, que va ser presa pels Britànics el 16 de novembre de 1776 i els va assegurar el domini de New York.
Washington Heights s'estén del carrer 155 fins a Dyckman Street. Al sud es troba el barri de Harlem, al nord el d'Inwood.
El pintor i naturalista John James Audubon - a qui es deu una descripció dels ocells d'Amèrica del Nord - hi va viure al segle xix. És enterrat a l'església de la Intercessió, una realització de l'arquitecte Bertram Grosvenor Goodhue, situada al límit de Harlem. S'hi troba també un important hospital, el Columbia-Presbyterian Medical Center, a l'antic emplaçament de l'estadi d'Hilltop Park.

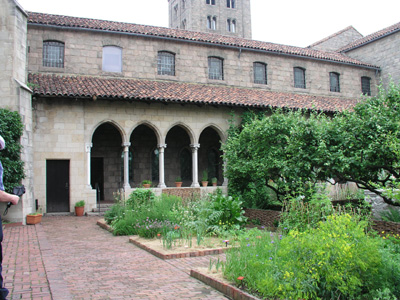
Claustre de Cuixà, a The Cloisters

La destinació més turística del barri és The Cloisters (els claustres) a Fort Tryon Park. Aquest museu, que depèn del Metropolitan Museum of Art, està dedicat a l'art i a la cultura medieval, amb sobretot tapisseries i pintures holandeses. Els edificis que protegeixen les col·leccions són construïts al voltant d'autèntics claustres medievals, provenint de tres indrets occitans (l'Abadia de Sant Guilhem del Desert, l'abadia de Bonnefont, Tria de Baïsa), un de català (l'Abadia de Sant Miquel de Cuixà) i un de francès (Froville), desmuntats, transportats i tornats a muntar en aquest parc.
La Hispanic Society of America també té la seu en aquest barri.
La població del barri és majoritàriament d'origen dominicà, d'on el seu sobrenom, «Quisqueya Heights». S'hi troba també una comunitat de confessió judaica, originària d'una precedent ona d'immigració germànica, i vinculada a la presència de la Yeshiva University. Aquest centre dispensa un ensenyament superior general (amb un fort component religiós) i forma igualment rabins.